# Graveyard Classics IV: The Number of the Priest
Graveyard Classics IV: The Number of the Priest är ett coveralbum av det amerikanska death metal-bandet Six Feet Under. Albumet släpptes i maj 2016 av skivbolaget Metal Blade Records och innehåller fem covers av Judas Priest-låtar och sex Iron Maiden-covers.

## Låtlista
Side A: Judas Priest
1. "Night Crawler" – 4:27
2. "Starbreaker" – 5:37
3. "Genocide" – 4:28
4. "Invader" – 4:08
5. "Never Satisfied" – 4:54

Side B: Iron Maiden
1. "Murders in the Rue Morgue" – 4:23
2. "Prowler" – 3:57
3. "Flash of the Blade" – 4:06
4. "The Evil That Men Do" – 4:35
5. "Stranger in a Strange Land" – 5:47
6. "Total Eclipse" – 4:18

## Medverkande
Musiker (Six Feet Under-medlemmar)
- Chris Barnes − sång

Bidragande musiker
- Ray Suhy − gitarr, basgitarr
- Josh Hall − trummor
- Ray Alder – bakgrundssång (spår 4)

Produktion
- Chris Barnes – producent
- Phil Hall – producent
- Josh Hall – ljudtekniker (trummor)
- Ray Suhy – ljudtekniker (gitarr, basgitarr)
- Carson Lehman – ljudtekniker (sång)
- Jesse Kirkbride – ljudmix
- Alan Douches – mastering
- Brian Ames – omslagsdesign
- Mike Hrubovcak – omslagskonst